# Lễ hội âm nhạc Pol'and'Rock
Lễ hội Pol'and'Rock, trước đây được gọi là Lễ hội Woodstock Ba Lan (tiếng Ba Lan: Przystanek Woodstock; "Trạm xe Woodstock"; trong tài liệu tiếng Anh, người ta thường gọi nó là Lễ hội Woodstock Ba Lan), là một lễ hội nhạc rock thường niên ở Ba Lan, được lấy cảm hứng từ lễ hội Woodstock. Lễ hội được tổ chức từ năm 1995. Năm 2009, lễ hội Woodstock ở Ba Lan quy tụ hơn 400.000 khán giả, năm 2011 số lượng người tham dự là trên 700.000 người, năm 2012 khoảng 550.000 người, năm 2013 khoảng 500.000 người  và năm 2014 số lượng người tham dự đạt mức cao kỷ lục khoảng 750.000. Số người tham dự trung bình trong bốn năm qua là 625.000 người. Kể từ lần tổ chức thứ 11 của lễ hội, các nhà tổ chức đã mệnh danh sự kiện này là "lễ hội ngoài trời lớn nhất ở châu Âu".

## Tiểu sử

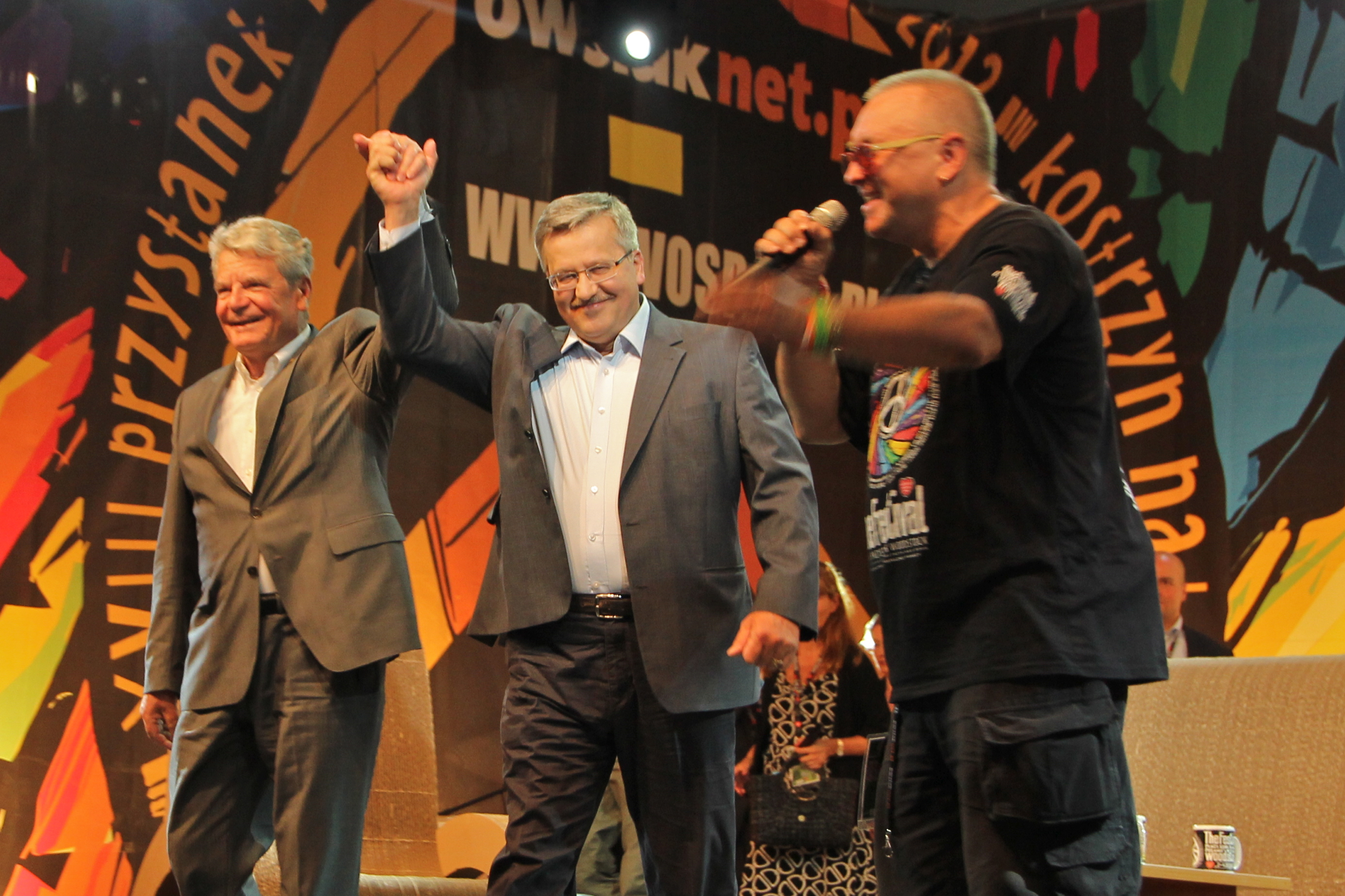
Tổng thống Bronisław Komorowski và Joachim Gauck tại Lễ hội Woodstock Ba Lan 2012

Tinh thần của lễ hội là "Tình yêu, Tình bạn và Âm nhạc ". Lễ hội được tổ chức bởi Dàn giao hưởng Giáng sinh từ thiện như một cách tri ân các tình nguyện viên của mình. Thông thường, lễ hội sẽ kéo dài vào cuối tuần, với hai sân khấu lớn được biễu diễn liên tục từ hoàng hôn cho tới bình minh, với sự góp mặt của khoảng 30 ban nhạc mỗi năm. Nhiều ban nhạc Ba Lan đã biểu diễn tại lễ hội, có thể kể đến như: IRA, Myslovitz, Dżem, Acid Drinkers, Lessdress và 2TM2,3. Các ban nhạc quốc tế cũng được mời tham dự hàng năm, trong đó có: Sabaton, The Stranglers, Papa Roach, The Prodigy, Guano Apes, Kontrust, Clawfinger, Nigel Kennedy, Gentleman, Korpiklaani và nhiều nghệ sĩ khác. Lễ hội cũng là sân chơi cho các nghệ sĩ trẻ. Trước đó, một cuộc thi được tổ chức trước lễ hội để tìm người chiến thắng. Người chiến thắng trong cuộc thi này, sẽ có cơ hội được biểu diễn chính thức trong lễ hội Pol'and'Rock. Các thể loại nhạc được trình diễn thường là rock, nhưng cũng có các thể loại từ nhạc dân gian đến các dòng nhạc thử nghiệm hay rock metal. Những năm gần đây, còn có thêm dòng nhạc reggae, nhạc điện tử và thậm chí là nhạc cổ điển.
Cái tên Przystanek Woodstock - "Trạm xe Woodstock" như là biểu tượng của hòa bình và tình hữu nghị được thể hiện qua Lễ hội Woodstock và bộ phim truyền hình Northern Exposure, được phát sóng với tên Przystanek Alaska (Trạm xe Alaska) và được biết đến rộng rãi ở Ba Lan. Sau này, tên của lễ hội được đổi thành Lễ hội Pol'and'Rock vào ngày 8 tháng 3 năm 2018. Sự thay đổi này là do tranh chấp giấy phép với cơ quan đại diện của Michael Lang. Tên mới của lễ hội vừa thể hiện được tinh thần nhạc rock'n'roll, vừa thể hiện được di sản của phong trào đấu tranh dân chủ và tinh thần tự do Ba Lan. Nhà tổ chức lễ hội cho rằng, mặc dù tên của lễ hội đã thay đổi nhưng những nét đặc trưng thì vẫn còn đó.
Cùng với các buổi hòa nhạc trên hai sân khấu lớn, còn có nhiều sự kiện khác được tổ chức song song trong lễ hội. Học viện Mỹ thuật là cơ hội để các bạn trẻ gặp gỡ các chính trị gia nổi tiếng như Lech Wałęsa, cựu tổng thống Ba Lan, các nghệ sĩ, nhà báo, nhạc sĩ, diễn viên và các nhà lãnh đạo tôn giáo trong đó có Kesang Takla - đại diện Bắc Âu của Đức Đạt Lai Lạt Ma. Lễ hội cũng giới thiệu hàng chục tổ chức phi chính phủ như: Tổ chức Hòa bình Xanh, Tổ chức Hành động Nhân đạo Ba Lan, các nhà hoạt động vì quyền động vật, và nhiều tổ chức  sáng kiến thuộc nhiều lĩnh vực khác nhau.

## Lịch sử

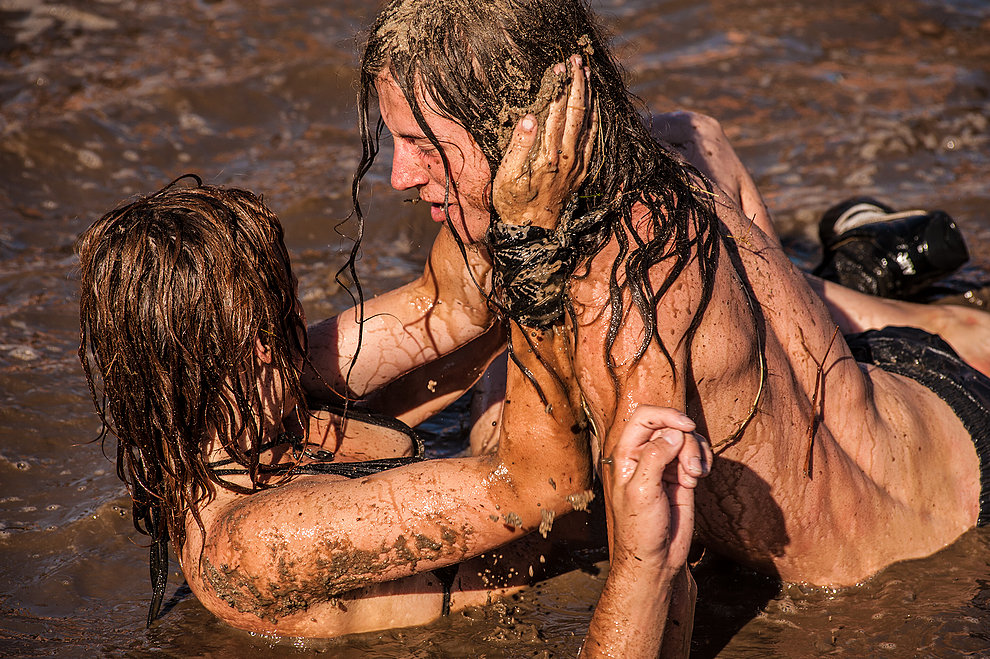
Tắm bùn là một phần truyền thống của Pol'and'Rock

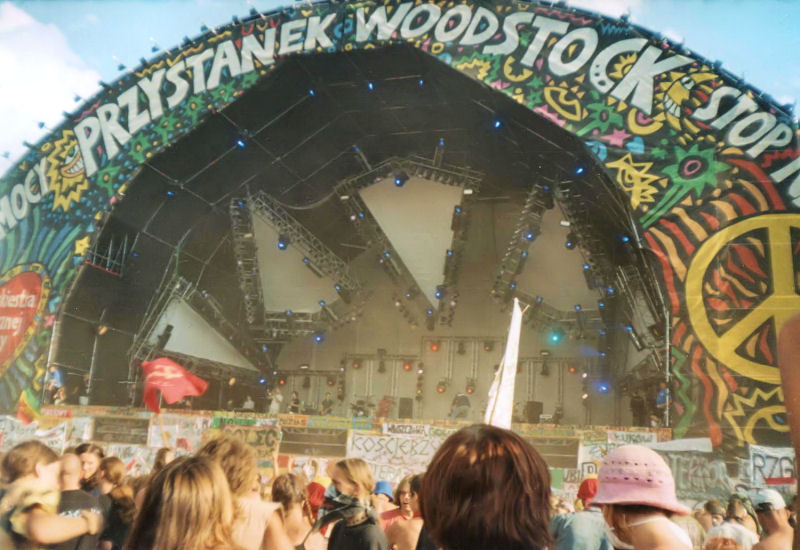
Liên hoan âm nhạc Woodstock Ba Lan, Zary 2003

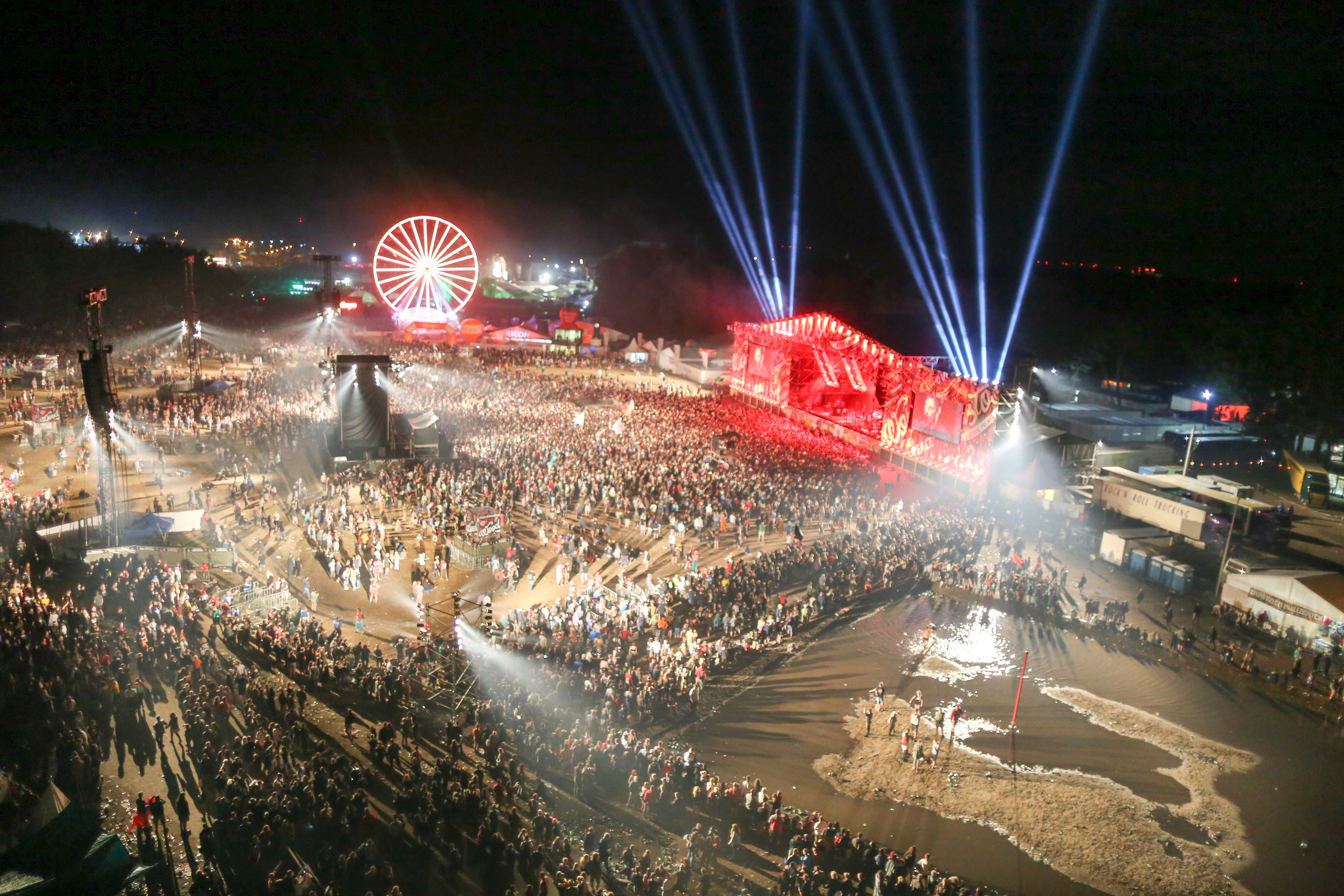
Lễ hội Woodstock Ba Lan 2017

Lễ hội âm nhạc Woodstock đầu tiên ở Ba Lan diễn ra vào ngày 15 –16 tháng 7 năm 1995, tại thị trấn Czymanowo (gần Gnewin), gần Hồ Żarnowieckie. Các nghệ sĩ biểu diễn bao gồm: Carrantouhill, Skankan, Żuki, Myslovitz, Ira và Urszula. Rượu không được bày bán trong lễ hội, tương tự như lễ hội Jarocin.
Lần hai, lễ hội được tổ chức tại Szczecin - Dąbie, Szczecin vào năm 1996. Lần này "luật cấm" đầu tiên của Woodstock đã được dỡ bỏ một phần, và bia đã được bán trong lễ hội.
Năm 1997, lễ hội được tổ chức vào ngày 16–17 tháng 8 tại thị trấn Żary, và liên tiếp trong nhiều năm liền Pol'and'Rock đều được tổ chức tại đây. Ban đầu, lễ hội được lên kế hoạch tổ chức vào tháng 7, nhưng vì trận lụt năm 1997 ảnh hưởng nhiều đến Ba Lan nên lễ hội đã bị hoãn lại đến tháng 8.
Lễ hội âm nhạc Woodstock năm 1998 ở Ba Lan có sự góp mặt của gần 50 ban nhạc. Danh sách ban nhạc bao gồm Closterkeller, Akurat, Oddzial Zamknięty, Kobranocka, và Acid Drinkers. Gần 150.000 người đã tham dự lễ hội.
Woodstock Ba Lan năm 1999 được tổ chức vào ngày 6 – 8 tháng 8. Lần này, kỷ lục lượng người tham dự trước đó đã bị phá vỡ. Lượng khán giả lên tới gần 200.000 người.
Lễ hội năm 2000 đã được lên kế hoạch tổ chức tại Lębork, nhưng do không được cấp phép và vấp phải sự phản đối của các ủy ban địa phương (Komitet obrony Moralności - Ủy ban Bảo vệ Đạo đức), nên đã phải hủy bỏ. Tuy nhiên, hơn 1000 người đã xuất hiện và tổ chức một buổi trình diễn rock'n'roll tự phát, mà không có bất kỳ ban nhạc chuyên nghiệp nào. Sự kiện này sau đó được gọi là "Dziki Przystanek" ("Trạm hoang dã").
Năm 2001, Żary vẫn là nơi tổ chức lễ hội. Woodstock Ba Lan năm 2002 có một ý nghĩa đặc biệt, bởi các cảnh quay trong lễ hội được sử dụng để sản xuất bộ phim"Najgłośniejszy Film Polski", một bộ phim về các buổi trình diễn hòa nhạc, được chiếu tại các rạp chiếu phim trên toàn quốc vào năm sau, và cũng đã tham gia một số liên hoan phim quốc tế.
Woodstock Ba Lan năm 2003, là lần cuối cùng được tổ chức tại thị trấn Żary. Vì tranh cãi xung quanh một số sự cố trong lễ hội, mà Jerzy Owsiak là một phần của lý do, nên người ta đã quyết định rằng Żary sẽ không còn là địa điểm để tổ chức nữa.
Kể từ năm 2004, lễ hội đã diễn ra tại thị trấn Kostrzyn nad Odrą.
Năm 2011, quy mô của lễ hội đã lớn hơn với sự góp mặt của các ban nhạc như The Prodigy và Helloween. Cảnh sát lo ngại về số lượng đám đông đến buổi biểu diễn The Prodigy, với hơn một triệu người hâm mộ trong khu vực đến xem các nghệ sĩ biểu diễn.
Năm 2012, ban nhạc metal Thụy Điển, Sabaton, đã đến biểu diễn tại lễ hội, và thu âm buổi trình diễn thành một album trực tiếp có tên là Swiss Empire Live. Cùng năm đó, họ đã giành được một giải thưởng âm nhạc cho album của mình.